# ماسيمو مارينو
ماسيمو مارينو (بالإيطالية: Massimo Marino)‏ هو دراج إيطالي، ولد في 4 يونيو 1954 في روما في إيطاليا.

## وصلات خارجية
- ماسيمو مارينو على موقع أرشيف الدراجات (الإنجليزية)
- ماسيمو مارينو على موقع أوليمبيديا (الإنجليزية)